# Kunta Haddschi Kischijew

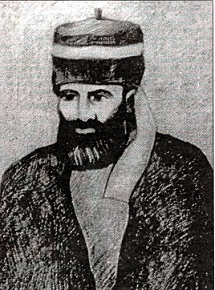
Kunta Haddschi Kischijew, zeitgenössische grafische Rekonstruktion

Kunta Haddschi Kischijew (tschetschenisch Киши КIант Кунт-Хьаж, russisch Кунта-Хаджи Кишиев; geboren ca. 1830 in Istisu/Meltschchi, Tschetschenien, gestorben Mai 1867 in Ustjuschna) war ein nordkaukasischer Scheich, der während des Kaukasuskriegs von 1817 bis 1864 die Tschetschenen und Inguschen zu einer friedlichen Haltung gegenüber Russland aufrief und eine neue sufische Bewegung gründete, die von den Russen „Sikrismus“ genannt wurde. Der Name rührte daher, dass Kunta Haddschi und seine Anhänger den Dhikr (russisch: Sikr), das sufische Gebetsritual, laut ausführten und dabei auch Musik machten und tanzten, im Gegensatz zu dem damals im Nordkaukasus vorherrschenden Naqschbandīya-Orden, in dem ein leiser Dhikr favorisiert wurde.
Etwa 50 bis 80 Prozent der Muslime Tschetscheniens fühlen sich bis heute der von Kunta Hāddschi begründeten sufischen Tradition (Wird) verpflichtet. Sie gliedern sich in fünf Untergruppen, die ebenfalls Wird genannt werden und sich auf verschiedene Scheiche der von Kunta Haddschi begründeten Tradition beziehen. Das Grab von Kunta Haddschis Mutter im Südosten Tschetscheniens ist bis heute einer der wichtigsten heiligen Orte des Nordkaukasus. In Grosny, der Hauptstadt Tschetscheniens, wurde 2009 eine nach Kunta Haddschi benannte Islamische Universität eröffnet. Er gilt auch als eines der Vorbilder und Beispiele für gewaltlose Traditionen und Strömungen im Islam.

## Ethnische Zugehörigkeit
Kunta Haddschis ethnische Zugehörigkeit ist umstritten: nach Alexander Dmitrijewitsch Knysch war er Kumyke, nach „Grozny-Inform“, einer Informationsagentur des Tschetschenischen Ministeriums für nationale Politik, Außenbeziehungen, Presse und Information, gehörte er einem tschetschenischen Stamm an, der ursprünglich auf einen arabischen Stamm aus dem Jemen zurückgeht. Kaflan Khanbabaev gibt seine ethnische Zugehörigkeit ebenfalls als tschetschenisch an.

## Leben

### Frühe Jahre und erste Wallfahrt nach Mekka
Kuntas Familie stammte aus dem kumykischen Dorf Incho in Dagestan, nach anderen Angaben aus dem Dorf Meltschchi in Tschetschenien. Sein Vater Kischi, nach dem er seinen russischen Namen Kischijew erhalten hat, und seine Mutter Hedi gehörten dem Ta’ip („Clan“) der Gumchoj an. Als Kunta sieben Jahre alt war, zog seine Familie in das Aul Ilischkan-Yurt im tschetschenischen Distrikt von Gudermes um. Kunta lernte bis zum zwölften Lebensjahr den Koran auswendig und erhielt anschließend eine religiöse Ausbildung. Durch einen Gelehrten namens Tascho Haddschi al-Indīrī wurde er in die Naqschbandīya-Chālidīya eingeführt, eine Untergruppe des Naqschbandīya-Ordens, die zu jener Zeit im Nordkaukasus vorherrschend war und der auch Imam Schamil, der damalige religiös-politische Führer der muslimischen Bergvölker Dagestans und Tschetscheniens, angehörte.
1848/49 erhielten Kunta und sein Vater von Imam Schamil die Erlaubnis, den Haddsch zu vollziehen, ein außerordentliches Privileg in einer Zeit, die vom Kaukasuskrieg der nordkaukasischen Muslime gegen die Russen geprägt war. Während seiner Reise nach Mekka wurde Kunta wahrscheinlich in Bagdad, in die Qādirīya eingeführt, allerdings gibt es keine Informationen darüber, wer ihm diese Anbindung vermittelte. Anhänger erzählten später, dass ihn ʿAbd al-Qādir al-Dschīlānī selbst, der ihm im Traum erschien, in den Orden eingeführt habe.

### Predigttätigkeit und Zusammenstoß mit Imam Schamil
Nach seiner Rückkehr warb Kunta Haddschi für seinen neuen Orden und trat mit Predigten an die Öffentlichkeit. Darin rief er nicht nur zu einer friedlichen Haltung gegenüber Russland auf, sondern auch zu harter Arbeit sowie zur Enthaltung von Blutfehden, Diebstahl und Alkohol. Auf sozialer Ebene betonte er in seinen Predigten die Notwendigkeit nachbarschaftlicher Sorge, gegenseitiger Hilfe und das Teilen des eigenen Wohlstands mit den Armen.
Durch seine Popularität geriet Kunta bald in Konflikt mit Imam Schamil, der ihn als einen bedrohlichen Rivalen betrachtete. Insgesamt gab es vier Punkte, die ihn in einen Gegensatz zu Schamil und der Naqschbandīya brachten:
1. Kunta praktizierte einen lauten Dhikr und ließ dabei auch Tänze vollführen. Dies wurde als Verstoß gegen die Scharia betrachtet.
2. Im Gegensatz zu Schamil, der von seinen Anhängern gemeinschaftlichen militärischen Einsatz forderte, rief Kunta Haddschi seine Anhänger zu Tauba, Selbstläuterung und Weltentsagung auf.
3. Kunta lehrte, dass eine friedliche Koexistenz mit den Russen möglich sei, so lange sie den Tschetschenen und Inguschen erlaubten, ihre Religion und ihre Bräuche frei auszuüben.[14] Den Widerstand gegen die Russen hielt er nicht nur für sinnlos, sondern betrachtete ihn sogar als eine Sünde. Er sagte sogar den Zusammenbruch von Schamils Imamat voraus. Anstelle des Kampfes empfahl Kunta, sich von den Ungläubigen fernzuhalten.
4. Während Schamil lehrte, dass Unterwerfung unter die russische Herrschaft Apostasie gleichkomme, lehrte Kunta, dass man sich der russischen Herrschaft unterordnen, aber trotzdem ein guter Muslim bleiben könne, weil auch gottesdienstliche Handlungen, die unter russischer Herrschaft vollzogen werden, Gültigkeit haben.

Imam Schamil ließ Kunta drei Mal in sein Hauptquartier bei Wedeno kommen und führte mit ihm lange Streitgespräche. Als er sah, dass er Kunta nicht von seiner Lehre abbringen konnte, schickte er ihn 1858 auf eine zweite Wallfahrt nach Mekka, um ihn loszuwerden.

### Aufbau der Bruderschaft
Als Kunta Haddschi 1861 oder 1862 in den Nordkaukasus zurückkehrte, war Schamils Imamat bereits zusammengebrochen. Unter den kriegsmüden Tschetschenen und Inguschen gewann er jetzt mit seinen Predigten, die in sehr einfacher Sprache gehalten waren, eine große Anzahl von Anhängern. Die Russen standen ihm zunächst positiv gegenüber, da sie seine pazifistischen Predigten als ein geeignetes Mittel ansahen, um die Reste des islamischen Widerstands in Tschetschenien zu eliminieren.
Die Initiation in die von ihm gegründete Bruderschaft gestaltete Kunta sehr einfach: Er selbst oder einer seiner Vertreter nahmen dafür die Hand des neuen Adepten und forderten ihn dazu auf, die Autorität des Scheichs anzuerkennen, die Schahāda hundert Mal pro Tag zu wiederholen und am rituellen Tanz der Tarīqa teilzunehmen. Kunta Haddschis Anhänger erkannten ihn als ihren Ustādh an und betrachteten sich selbst als Murīden. Um seine Lehre unter den Massen zu verbreiten, sandte Kunta Haddschi Emissäre zu den verschiedenen tschetschenischen und inguschetischen Gemeinden.
Im Laufe der Zeit bildete seine Bewegung institutionelle und administrative Strukturen heraus. Ganz ähnlich wie dies zuvor Schamil gemacht hatte, ernannte er eine Anzahl seiner engsten Anhänger zu Stellvertretern (nuwwāb, sg. nāʾib) in den verschiedenen Gegenden Tschetscheniens und Inguschetiens. Nach den Berichten der russischen Kolonialbehörden, teilte er Tschetschenien in insgesamt fünf „Stellvertreterschaften“ (niyābāt) auf, wobei jeder Nāʾib mehrere Bevollmächtigte (wukalāʾ, sg. wakīl) unter seiner Kontrolle hatte. Diese hatten den Auftrag, die Tarīqa bei den Bergbewohnern zu verbreiten. Der innere Kreis um Kunta Haddschi bestand aus seinem Bruder Mowsar, der gleichzeitig der Nāʾib für den Avturchan-Distrikts war, Mjatschik, dem Nāʾib für die Region zwischen Urus-Martan und Atschchoi-Martan, Bamat Girej Mitajew und Tschim-Mirsa Taumursajew.
Nach russischen Angaben schlossen sich insgesamt 6.000 Männer und Frauen Kunta Haddschis Lehre an. Die meisten davon lebten in den Dörfern Schali, Gechi, Schaladschi, Urus-Martan und Avtury.

### Konflikt mit den russischen Behörden und Deportation
Bis zum Jahr 1863 hatten Kunta Haddschis Predigten einen überwiegend mystischen und asketischen Charakter. Einige seiner Predigten bekamen nun aber eine millenaristische Ausrichtung und erweckten den Anschein, dass er auf ein göttliches Zeichen wartete, um einen neuen Dschihad beginnen zu können. Nach russischen Quellen schlossen sich ihm in dieser Zeit immer mehr von Schamils früheren Anhängern an und verstanden seine Lehre als Neuauflage von dessen Ghazw-Ideologie. Die russischen Behörden, die gegenüber jeder Lehre, die die muslimischen Massen mobilisieren konnte, argwöhnisch waren, ermunterten angesehene lokale Gelehrte wie ʿAbd al-Qādir Chordajew und Mustafā ʿAbdullajew dazu, den „Sikrismus“ als eine gegen die Scharia verstoßende Lehre zu verurteilen. Sie taten dies, indem sie einerseits die von Kunta Haddschis Anhängern praktizierten Dhikr-Rituale und Tänze angriffen, ihm andererseits aber auch mangelnde religiöse Kompetenz vorwarfen. Kunta Haddschi soll in Reaktion auf diese Vorwürfe seine eigene Inkompetenz im Bereich der äußeren Lehren des Islams eingestanden, gleichzeitig aber darauf verwiesen haben, dass er im Gegensatz zu diesen Gelehrten im Besitz der Erkenntnis über die innere Essenz des Islams sei. Spätere Berichte von Anhängern schreiben ihm eine Anzahl von Wundern zu, mit denen er seine Überlegenheit gegenüber seinen gelehrten Gegnern unter Beweis gestellt haben soll.
In den Jahren 1862/63 schwappte eine Welle der Unruhe über Tschetschenien, und da dem Großfürsten Michael Nikolajewitsch Romanow die immer weiter ansteigende Zahl der Anhänger Kunta Haddschis unheimlich war, ließ er ihn am 15. Januar 1864 zusammen mit seinem Bruder und mehreren seiner Anhänger in der Nähe von Schali verhaften und in das Militärgefängnis von Nowotscherkassk bringen. Einige Monate später wurde er von seinen Anhängern getrennt und in die Stadt Ustjuschna in der Oblast Nowgorod deportiert.
Kunta Haddschi verbrachte den Rest seines Lebens in großer Armut unter Polizeiaufsicht in Ustjuschna. Briefe an seine Frau und seine Familie, in denen er diese um finanzielle Unterstützung bat, erreichten nicht ihr Ziel, da sie von der russischen Geheimpolizei abgefangen wurden. Kunta Haddschi starb im Mai 1867 an einer Krankheit.

## Geschichte seiner Bruderschaft nach seiner Deportation

### „Schlacht der Dolche“ und Auswanderungsbewegung
Die Verhaftung Kunta Haddschis rief einen Aufstand seiner Anhänger hervor, der in den russischen Quellen als „Schlacht der Dolche“ (kinschalnij boj) bezeichnet wird. 3.000 bis 4.000 von ihnen, die mit Dolchen, Säbeln und Stöcken bewaffnet waren, schritten am 26. Januar 1864 in einer rituellen Prozession zu einer russischen Einheit, die beim tschetschenischen Dorf Schali stationiert war, in dem Glauben, dass dort Kunta Haddschi festgehalten würde. Als sie sich der Einheit näherten und zu tanzen und qādiritische Litaneien zu singen begannen, wurden sie von den russischen Truppen niedergeschossen. Dabei starben 164 Murīden, darunter auch sechs Frauen, oder – wie die russischen Quellen sagen – als Frauen verkleidete Männer. Der Ort der „Schlacht der Dolche“ bei Schali gilt heute als einer der heiligsten Orte der Tschetschenen. Möglicherweise befanden sich die Anhänger Kunta Haddschis im Glauben, dass sie durch die mystische Kraft ihres Meisters vor dem Gewehrfeuer der russischen Truppen geschützt wären. Nach dem Massaker verhaftete die russische Verwaltung viele Anhänger der Bewegung und deportierte sie nach Russland.
Im Mai 1865 erklärte sich ein tschetschenischer Anhänger Kunta Haddschis aus dem Aul Charatschoj namens Tosa Akmirsajew (od. Tasa Ekmirsa) zum neuen Imam und rief die Bevölkerung der tschetschenischen Bergregion, die als Itschkeria bezeichnet wird, dazu auf, sich am 5. Juni zu versammeln. Nach russischen Berichten behauptete er, selbst eine Himmelfahrt vollzogen und dabei von Gott den Auftrag erhalten zu haben, als Imam den „Propheten Kunta Haddschi“ zu vertreten. Mehrere frühere Anhänger Kunta Haddschis, darunter auch Mjatschik, schlossen sich ihm an. Die russische Verwaltung reagierte mit harter Hand und schlug den Aufstand mit drei Infanterie-Einheiten in kurzer Zeit nieder. Tasa wurde zu zwölf Jahren Zwangsarbeit verurteilt und nach Sibirien deportiert. Nachdem die russischen Behörden den lauten Dhikr als Zeichen der Illoyalität streng verboten hatten, kam es noch im Jahr 1865 zu einer Massenauswanderung von Inguschen und Tschetschenen auf osmanisches Territorium. Ungefähr 23.000 bis 30.000 Tschetschenen, die meisten davon Anhänger Kunta Haddschis, bestiegen osmanische Schiffe und verließen das Land.
Einen sehr großen Einfluss hatte die Bewegung Kunta Haddschis auch unter den Inguschen: Durch ihren Einfluss konvertierten bis ca. 1870 die letzten noch nicht muslimischen inguschischen Clans zum Islam.

### Die Aufspaltung in Wirds
Kunta Haddschi hinterließ keine Nachkommen. Nach seinem Tod konnte seine Mutter noch eine kurze Zeit die spirituelle Einheit der Bruderschaft aufrechterhalten. Dann spaltete sie sich in vier Untergruppen auf, die Wird genannt wurden und jeweils von einem von Kuntas früheren Stellvertretern geführt wurden:
1. Der Wird von Omar Haddschi, einem Kumyken in Nord-Dagestan, der als der eigentliche Nachfolger von Kunta Haddschi galt.[28] Ihm folgten Qahraman Haddschi, ein Tschetschene im Aul von Schali, Husain Haddschi in Plievo in Inguschetien, Gharabig-Haddschi in Nasyr-Korta im Nasran-Distrikt von Inguschetien, Radschab Dibir Alijew in Tsumada bei den Awaren sowie Ysuf Haddschi in Mahkema im tschetschenischen Distrikt Wedeno als Stellvertreter.[29] Diese Kernbruderschaft von Kunta Hadschi besteht als eigener Wird bis heute in Tschetschenien und in den Bergregionen von Dagestan fort.
2. der Wird von Bamat Girej Haddschi Mitajew, der sein Zentrum im Aul von Awtury in Tschetschenien hat. Die Anhänger dieses Wirds werden wegen ihres spezifischen Dhikr-Rituals auch als „Kopf-Nicker“ bezeichnet.[30][31]
3. der Wird Batal Haddschi Belchorojew mit Zentrum in den Auls von Surhohi, Yandyrka und Jekaschewo im Distrikt von Nasran, der als sehr „fanatisch“ gilt.[32] Anfangs war er auf Inguschetien beschränkt, doch hat er sich später auch in die Atschchoi-Martan-Region Tschetschenien, nach Nord-Dagestan, die muslimischen Teile von Nord-Ossetien und nach Kabardino-Balkarien verbreitet.[32]
4. der Wird von Tschim-Mirsa Taumursajew mit seinem Zentrum im Aul von Mairtup im Distrikt Schali in Tschetschenien. Da die Anhänger dieses Wirds bei den Dhikr-Ritualen auch Trommeln verwenden, wurden sie in der sowjetischen Literatur auch als Barabanschtschiki („Trommler“) genannt. Bis heute hat dieser Wird Anhänger in Inguschetien und Tschetschenien.[32]

Die verschiedenen Wirds werden bis heute jeweils von einem Ustādh bzw. Murschid („spiritueller Führer“) geleitet, der der Familie des Namensgebers entstammt.

### Geschichte unter sowjetischer Herrschaft
Als 1929 die Sowjets gegen die sufischen Bruderschaft vorzugehen begannen, beteiligten sich die Murīden der Kunta-Haddschi-Gruppen zusammen mit den Anhängern der Naqschbandīya an Aufständen. Zwei Kunta-Haddschi-Murīden töteten im Jahre 1930 die beiden russischen Chefs der Geheimpolizei in Inguschetien und Tschetschenien.
Nachdem 1944 Inguschen und Tschetschenen nach Kasachstan deportiert worden waren, gründete in der Verbannung Wis Haddschi Sagijew, ein Angehöriger des Tschim-Mirsa-Wird, einen neuen Zweig der Kunta-Haddschi-Bruderschaft, der nach ihm Wis-Haddschi-Wird genannt wird. Der Dhikr dieser fünften Gruppe zeichnet sich dadurch aus, dass auch Frauen und Kinder an ihm teilnehmen dürfen und dass er von Musik mit Streichinstrumenten begleitet wird. Wis Haddschi gewann mit seinem neuen Wird nicht nur Anhänger in Tschetschenien und Inguschetien, sondern auch in Dagestan, im zentralen Kaukasus, in Aserbaidschan und in Kasachstan. Da die Kunta-Haddschi-Gruppen weiter im Verdacht standen, einen Dschihad gegen die Sowjets vorzubereiten, wurden sie nach der Rückkehr der nordkaukasischen Völker in ihre Heimat im Jahre 1957 von den Sicherheitsbehörden intensiv observiert.

## Das Grab von Kunta Haddschis Mutter
Das Grab von Kunta Haddschis Mutter Hedi im Dorf Guni (Haji Otar) im tschetschenischen Distrikt von Wedeno ist bis heute einer der wichtigsten heiligen Orte des Nordkaukasus. Offenbar um die Anhänger der Bruderschaft und ihren Widerstand gegen die sowjetische Herrschaft zu brechen, wurde es zwei Mal – 1941 und 1961 – während der sowjetischen Zeit zerstört. Auch danach hielt die Wallfahrt der Kunta-Haddschi-Gruppen zu diesem Ort jedoch weiter an.
1995 brach erneut ein Konflikt um das Heiligtum aus, als Wahhabiten, die die Verehrung von Gräbern als verbotenen Götzendienst betrachten, das Grab zu zerstören versuchten. Die Anhänger von Kunta Haddschi zeigten sich jedoch entschlossen, das Heiligtum zu verteidigen, und bewaffneten sich. Aufgrund dessen gaben die Wahhabiten ihren Plan auf. Der Konflikt war Beginn eines längeren Machtkampfes zwischen antisufischen islamistischen Wahhabiten und Sufi-Anhängern in der tschetschenischen Unabhängigkeitsbewegung, der z. B. zum Abfall des Muftis von Tschetschenien Achmat Kadyrow führte, der später erster Präsident der pro-russischen Regierung Tschetscheniens wurde.